# Giba (Italië)
Giba is een gemeente in de Italiaanse provincie Zuid-Sardinië (regio Sardinië) en telt 2134 inwoners (31-12-2004). De oppervlakte bedraagt 34,7 km², de bevolkingsdichtheid is 61 inwoners per km².

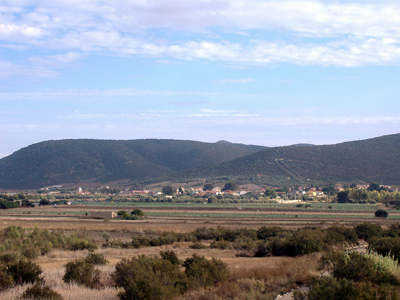
Giba
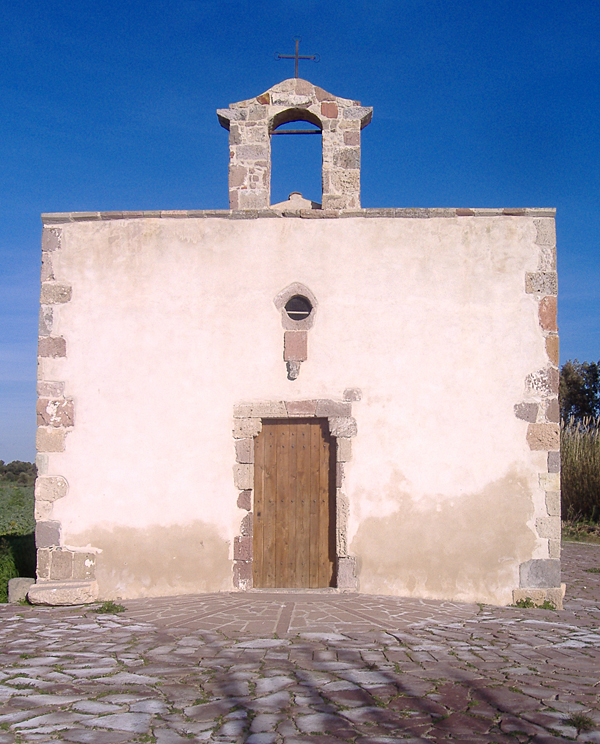
Kerk Santa Marta

## Demografie
Giba telt ongeveer 755 huishoudens. Het aantal inwoners daalde in de periode 1991-2001 met 8,4% volgens cijfers uit de tienjaarlijkse volkstellingen van ISTAT.
| Jaar | Inwoneraantal |
| ---- | ------------- |
| 1991 | 2286          |
| 2001 | 2093          |

## Geografie
Giba grenst aan de volgende gemeenten: Masainas, Piscinas, San Giovanni Suergiu, Tratalias.
Buggerru · Calasetta · Carbonia · Carloforte · Domusnovas · Fluminimaggiore · Giba · Gonnesa · Iglesias · Masainas · Musei · Narcao · Nuxis · Perdaxius · Piscinas · Portoscuso · San Giovanni Suergiu · Sant'Anna Arresi · Sant'Antioco · Santadi · Tratalias · Villamassargia · Villaperuccio